# رود چولوت
رود چولوت (به لاتین: Chuluut River) یک رود در مغولستان است که در استان خووسگول واقع شده‌است.